# Free State Stars
Free State Stars FC este un club de fotbal profesionist din Bethlehem, provincia Free State, Africa de Sud. În prezent echipa evoluează în liga a doua NFD.

## Istoria Clubului
Fondat în 1977 într-un mic sat din Makwane, într-o zonă cunoscută pe atunci sub numele de QwaQwa, clubul a câștigat promovarea în prima ligă în 1986, (NSL) pe atunci. Clubul a fost cunoscut în trecut cu numele de „Makwane Computer Stars” și „Qwa Qwa Stars”. Pentru a evita numărul mare de meciuri, franciza clubului a fost vândută în 2002 către Premier Soccer League. În anul următor, Mike Mokoena a reînviat clubul cumpărând și redenumind franciza echipei Maholosiane din National First Division (NFD). Free State Stars și-a recâștigat statutul de echipă care evoluează în Premier League în 2005 după ce a câștigat sezonul din NFD.

## Palmares
| Campionatul Național                            | Cupele Naționale                                                      | Cupele Naționale                       | Cupele Naționale                                                   |
| - Premier Soccer League (0) : - Locul 3 : 1991. | - Cupa Africii de Sud (1) : - Câștigători : 2018. - Finalistă : 1994. | - Cupa MTN 8 (0) : - Finalistă : 1996. | - Cupa Ligii (1) : - Câștigători : 1994. - Finalistă : 1996, 1999. |

## Cupe
Performanțe obținute de  Free State Stars în cupele naționale ale Africii de Sud.
| 1994 | Free State Stars | 0 - 1 | Vaal Professionals |
| 2018 | Free State Stars | 1 - 0 | Maritzburg         |

| 1996 | Free State Stars | 1 - 4 | Orlando |

| 1994 | Free State Stars | 3 - 2 | Hellenic   |
| 1996 | Free State Stars | 0 - 1 | Bush Bucks |
| 1999 | Free State Stars | 0 - 2 | Mamelodi   |